# Corinne Bailey Rae
Corinne Bailey Rae (Leeds, 26 de febrero de 1979) es una cantante y compositora británica de origen sancristobaleño. Publicó su álbum debut homónimo, Corinne Bailey Rae, en febrero de 2006, siendo el mayor éxito del año según la lista de críticos de música inglesa de la BBC,[cita requerida] y además siendo la cuarta cantante británica en llegar con su álbum debut al número uno.

## Biografía

### Infancia
Corinne Bailey Rae nació en Leeds, Reino Unido, de padre de San Cristóbal y Nieves y madre inglesa, es la mayor de tres hermanas. Sufrió racismo en numerosas ocasiones durante su corta vida, debido a sus supuestos orígenes pakistaníes. Comentó sobre esa terrible situación: "Mis hermanas y yo no somos diferentes, somos personas. Siempre nos decían: '¡Ah!, no son lindas, las pequeñas niñas chocolateadas', y 'Mira a su pelo'".
También, gente de otros colegios la gritaban con el insulto "Paki" -término racista del norte de Inglaterra contra los pakistaníes-. A lo que Corinne siempre contestaba que ellas no tenían raíces pakistaníes, su padre es de St. Cristóbal, en el Caribe.
Comenzó su carrera musical en el colegio donde estudió violín hasta que cambió de dirección, en el que comenzó con canto: "Comencé a cantar en la iglesia, supongo, pero la gente cree que debió ser una iglesia gospel como todos, sabes, cosas de negros", ella dice, en referencia a sus raíces multirraciales. "Pero no es del todo una iglesia gospel, porque era una simple iglesia brethren, de clase media, donde podíamos cantar armonías todo el domingo. Mi parte favorita del oficio era cuando yo cantaba".
Corinne después fue transferida a la iglesia baptista, donde cantó en el coro canciones tradicionales. Actuar en la iglesia abrió horizontes para la cantante, y su amor hacia la música se solidificaba cada vez más. En su primera etapa de adolescente le encantaba el grupo Led Zeppelin.
Corinne formó un grupo femenino de indie pop llamado Helen, inspirado en grupos populares como Veruca Salt o L7. "Fue la primera vez que vi a mujeres con guitarras, estaban muy sexys. Quería ser como ellas, como líder de algo"
El grupo causó atención entre el público musical indie, fue el primer grupo multirracial Leeds en tocar ese género. El grupo actuó en shows de Leeds, incluyendo la memorable actuación en el Joseph's Well con el grupo Swift. Después de esto, el grupo fue contratado en la discográfica Inglesa Roadrunner Records UK, pero nunca llegaron a sacar ningún sencillo ni álbum, debido a que una de las miembros del grupo se quedó embarazada y, por consiguiente, abandonó la formación, y el grupo se separó poco después.

### Carrera universitaria
Después de la desilusión de Helen, Corinne se centró en los estudios, ingresando en la Universidad de Leeds donde estudió Literatura Inglesa. Para conseguir dinero para costearse sus gastos, trabajó por las noches en un local de jazz, y allí fue donde pudo comenzar a cantar algo, y descubrió otro tipo de música que le gustó. En ese momento conoció al saxofonista Jason Rae, con quién se casó en 2001 con 22 años.

## Carrera musical
Durante más de tres años, Corinne comenzó a componer material y grabarlo para publicar su primer disco en solitario. Este disco pasaría del indie pop para centrarse en el jazz y R&B.
Colaboró con el grupo The New Mastersounds en el tema "Your Love Is Mine", que figuró en el disco del grupo Be Yourself, del año 2003, publicado vía Note Records UK. Más tarde colaboró en el tema "Come the Revolution", del grupo Homecut Directive, grupo también de Leeds.

### Corinne Bailey Rae: su álbum debut
En 2006 Corinne consiguió un contrato discográfico con EMI. En octubre de ese año publicó su primer sencillo "Like A Star", que debutó en el puesto 34 de las listas del Reino Unido. Al no alcanzar las expectativas de la discográfica, EMI y ella meditaron sobre la marcha del disco, y de los temas a escoger para crear el disco. En marzo de 2006 se publicó el sencillo "Put Your Records On", que fue todo un éxito en las listas de ventas inglesas, llegando al número 2, y fue, además, un hit a nivel internacional, llegando al top 10 en Nueva Zelanda, Israel, China, España o Irlanda, y en Estados Unidos llegó a una posición moderada, el 64, consiguiendo que la nominasen a dos Grammy en la categoría de Canción del Año 2006 y Disco del Año 2006.
Después del éxito de "Put Your Records On" en todo el mundo, llegaría el tercer sencillo "Trouble Sleeping", que tuvo un moderado éxito en el Reino Unido, llegando al puesto 40. El cuarto sencillo del disco Corinne Bailey Rae fue la reedición de "Like a Star", que sólo mejoró su posición relativamente en el Reino Unido, llegando al 32. En Estados Unidos no consiguió llegar al Billboard 50 Singles, conformándose con el puesto 56.
El quinto fue "I'd Like To", publicado el 12 de febrero de 2007 en el Reino Unido. El sencillo llegó a la posición 79, siendo la peor posición alcanzada hasta el momento. A pesar de esto, Corinne consiguió dos premios MOBO, como la Mejor Artista Nueva de UK, y la Mejor Cantante Femenina de RU.
"Like A Star" apareció como uno de los temas del capítulo 18 "Ayer" de Grey's Anatomy, así como en la banda sonora del capítulo 12 de la tercera temporada de Medium. También apareció en la escena final de la película Nancy Drew.
Corinne Bailey Rae pudo verse en la campaña de la cadena británica Channel 4 "New Music Month", junto con varias de las cantantes más importantes y de más éxito internacional del Reino Unido como Sophie Ellis-Bextor, Mutya Buena,  y Natasha Bedingfield, y las cantantes de rap dance Lady Sovereign y Tracey Torn.

### Segundo álbum
En 2008 falleció su marido por causas no confirmadas, tras lo que se tomó un breve periodo sabático, para volver a finales de 2009 con la publicación del sencillo "I'd Do It All Again", adelanto del segundo álbum, The Sea, que salió a la venta el 1 de febrero de 2010.
El disco debutó en el #48 de los discos más vendidos en España.

## Discografía

### Álbumes
En estudio
- 2007: Corinne Bailey Rae (EMI).
- 2010: The Sea.
- 2016: The Heart Speaks in Whispers.
- 2023: Black Rainbows.

En vivo
- 2007: Live in London & New York

EP
- 2006: Live Session
- 2010: iTunes Live from SoHo
- 2011: The Love

### Sencillos
| Año                | Título                           | Posiciones en listas | Posiciones en listas | Posiciones en listas | Posiciones en listas | Posiciones en listas | Certificaciones    |                    |                    |                    |                    |                    |
| Año                | Título                           | UK                   | IRL                  | HOL                  | JAP                  | EUA                  | Certificaciones    |                    |                    |                    |                    |                    |
| Corinne Bailey Rae | Corinne Bailey Rae               | Corinne Bailey Rae   | Corinne Bailey Rae   | Corinne Bailey Rae   | Corinne Bailey Rae   | Corinne Bailey Rae   | Corinne Bailey Rae | Corinne Bailey Rae | Corinne Bailey Rae | Corinne Bailey Rae | Corinne Bailey Rae | Corinne Bailey Rae |
| ------------------ | -------------------------------- | -------------------- | -------------------- | -------------------- | -------------------- | -------------------- | ------------------ | ------------------ | ------------------ | ------------------ | ------------------ | ------------------ |
| 2005               | «Like a Star»                    | 32                   | —                    | —                    | —                    | 56                   |                    |                    |                    |                    |                    |                    |
| 2006               | «Put Your Records On»            | 2                    | 24                   | 17                   | 98                   | 64                   | - UK: Plata        |                    |                    |                    |                    |                    |
| 2006               | «Trouble Sleeping»               | 40                   | 46                   | 27                   | —                    | —                    |                    |                    |                    |                    |                    |                    |
| 2007               | «I'd Like To»                    | 79                   | —                    | —                    | —                    | —                    |                    |                    |                    |                    |                    |                    |
| The Sea            |                                  |                      |                      |                      |                      |                      |                    |                    |                    |                    |                    |                    |
| 2010               | «I'd Do It All Again»            | —                    | —                    | —                    | 11                   | —                    |                    |                    |                    |                    |                    |                    |
| 2010               | «Paris Nights/New York Mornings» | —                    | —                    | —                    | 61                   | —                    |                    |                    |                    |                    |                    |                    |
| 2010               | «Closer»                         | —                    | —                    | —                    | —                    | —                    |                    |                    |                    |                    |                    |                    |
| The Love EP        |                                  |                      |                      |                      |                      |                      |                    |                    |                    |                    |                    |                    |
| 2010               | «Is This Love»                   | —                    | —                    | —                    | —                    | —                    |                    |                    |                    |                    |                    |                    |

### Colaboraciones
| Año  | Canción                                | Artista              | Álbum                        |
| ---- | -------------------------------------- | -------------------- | ---------------------------- |
| 2003 | «Come the Revolution»                  | Homecut Directive    | Two Syllables                |
| 2003 | «Your Love Is Mine»                    | The New Mastersounds | Be Yourself                  |
| 2005 | «Young & Foolish»                      | The stiX             | Better Luck Next Time        |
| 2007 | «If I Don't»                           | Amp Fiddler          | Afro Strut                   |
| 2007 | «Free»                                 | Marcus Miller        | Free                         |
| 2007 | «River»                                | Herbie Hancock       | River: The Joni Letters      |
| 2008 | «Take Your Time»                       | Al Green             | Lay It Down                  |
| 2008 | «Where Is the Love»                    | John Legend          | Live from Philadelphia       |
| 2009 | «I Don't Even Know» (con Soweto Kinch) | Homecut              | No Freedom Without Sacrifice |

## Premios y nominaciones
| Año  | Premio         | Categoría                          | Género  | Trabajo nominado      | Resultado |
| ---- | -------------- | ---------------------------------- | ------- | --------------------- | --------- |
| 2007 | Premios Grammy | Grabación del año                  | General | "Put Your Records On" | Candidata |
| 2007 | Premios Grammy | Canción del año                    | General | "Put Your Records On" | Candidata |
| 2007 | Premios Grammy | Mejor artista nuevo                | General | —                     | Candidata |
| 2007 | Brit Awards    | Artista solista femenina británica | General | —                     | Candidata |
| 2007 | Brit Awards    | Sencillo de un artista británico   | General | "Put Your Records On" | Candidata |
| 2007 | Brit Awards    | Revelación británica               | General | —                     | Candidata |
| 2008 | Premios Grammy | Canción del año                    | General | "Like a Star"         | Candidata |
| 2011 | Premios Grammy | Mejor interpretación de R&B        | R&B     | "Is This Love"        | Ganadora  |